# Iron Man (chanson)
 (mars 2024).
Si vous disposez d'ouvrages ou d'articles de référence ou si vous connaissez des sites web de qualité traitant du thème abordé ici, merci de compléter l'article en donnant les références utiles à sa vérifiabilité et en les liant à la section « Notes et références ».
Pour les articles homonymes, voir Iron Man.
Singles de Black Sabbath
Children of the Grave
(1971) Tomorrow's Dream
(1972)
Iron Man (« l'homme de fer ») est une chanson du groupe pionnier en matière de heavy metal, Black Sabbath. Tout d'abord présente sur l'album Paranoid (1970), elle est ensuite incluse dans la première grande compilation du groupe, We Sold Our Soul for Rock 'n' Roll (1975), puis dans toutes celles qui suivront. La chanson a été maintes fois reprises dans des genres très différents. Elle est également fréquemment utilisée lors de manifestations sportives, de programmes télévisés ou de films.

## Texte
Les paroles racontent l'histoire tragique d'un héros, ayant traversé le temps pour assurer l'avenir de l'humanité. Le héros voyage dans le futur et voit un monde dévasté. Malheureusement il traversa, lors de son voyage retour, un grand champ magnétique le transformant en une immobile statue d'acier. Le héros est alors progressivement oublié, les hommes ne voyant plus qu'une singulière autant qu'énigmatique statue en lui, d'un autre âge. Les premières paroles montrent bien l'étonnement des passants devant cette statue dont ils se demandent s'il est vivant ou mort, etc. Bien que son état véritable soit inconnu (le héros déchu est-il emprisonné dans la statue creuse ? Est-il à la fois organique et mécanique ?...), le personnage conscient de son état autant que des pensées de l'humanité à son égard, devient de plus en plus amer, préparant sa vengeance. Le jour où il regagne sa liberté, l'homme de fer tue d'une terrible manière ceux qu'il a auparavant tenté d'avertir, et provoque ainsi le chaos qu'il a vu en voyageant dans le temps.

## Histoire de la chanson
Si c'est Ozzy Osbourne qui trouva le titre de la chanson en référence à certains de ces jeux durant l'enfance, c'est Geezer Butler qui trouva les paroles en partant du titre. Bien que la chanson n'ait aucun rapport avec le personnage de comics éponyme (la chanson raconte l'histoire non d'un super-héros, mais de ce qui pourrait s'apparenter à un super-vilain), elle fait partie de la bande originale du film Iron Man (2008). Elle se retrouve dans le générique de fin.

## Récompenses et classements
- La chanson est classée 52e en 1971.
- Elle est sélectionnée par le Rock and Roll Hall of Fame, en 1995, comme l'une de « 500 chansons qui ont façonné le rock 'n' roll »[1].
- 30 ans après sa sortie, la chanson remporte en 2000 le Grammy Award de la meilleure chanson de metal.
- En 2004, la chanson est classée en 310e position par le magazine Rolling Stone dans son classement des « 500 plus grandes chansons de tous les temps ».
- Elle est classée première parmi les « 40 meilleures chansons de metal » selon VH1.